# Romain-Octave Pelletier der Jüngere
Romain-Octave Pelletier der Jüngere (Romain-Octave Pelletier II; * 26. August 1904 in Saint-Lambert/Québec; † 11. Januar 1968 ebenda) war ein kanadischer Hörfunkmoderator, Musikproduzent und -kritiker.

## Leben
Pelletier entstammte einer Musikerfamilie. Sein Großvater Romain-Octave Pelletier der Ältere und sein Onkel Romain Pelletier waren Organisten und Komponisten, sein Vater Frédéric Pelletier war Chordirigent und Komponist. Er studierte von 1924 bis 1927 Jura an der Universität Montreal und arbeitete dann bis 1933 als Notar.
In seiner Jugend hatte Pelletier Violinunterricht bei Albert Chamberland. Ab 1922 schrieb er Musikkritiken für Zeitschriften wie Le Devoir und La Revue moderne. Ab 1933 moderierte er für die Canadian Radio Broadcasting Commission die Übertragungen aus der Metropolitan Opera und von Konzerten der New Yorker Philharmoniker. 1939 wurde er Musikproduzent beim CBC-Sender Montreal. Von 1941 bis 1944 arbeitete er in der Phonothek des Senders. Ab 1944 war er Musikproduzent bei CBC IS, ab 1951 beim französischen Netzwerk des Senders, wo er bis 1964 für Programme wie Festivals du Mercredi und The Little Symphonies verantwortlich war.